# Felsőszalánk
Felsőszalánk (1899-ig Felső-Szlovinka, szlovákul: Vyšné Slovinky, németül: Ober-Höfen) Szalánk településrésze, egykor önálló falu Szlovákiában, a Kassai kerület Iglói járásában.

## Fekvése
Korompától 5 km-re nyugatra, a Szalánk-patak völgyében fekszik. Szalánk déli részét képezi.

## Története
Szalánk 1460-ban már két különálló község, Felsőszalánkot ekkor említik először „Felső-Zlowinka” néven a Szapolyai család birtokaként. Később a Thurzók tulajdonában állt. A 16. században ruszinokat telepítettek ide, akik magukkal hozták kultúrájukat és görögkatolikus vallásukat. 1550-ben „Felsewszlovinka” illetve „Zlowinka superior” néven említik. 1693 és 1848 között a Csákyak szepesvári uradalmához tartozott. A 18. századig határában ezüstöt, rezet, vasat bányásztak. Lakói kezdetben bányászok voltak, majd a bányászat mellett főként mezőgazdasággal, szénégetéssel, favágással foglalkoztak. 1787-ben – Alsó- és Felsőszalánkon együttesen – 226 házában 1571 lakos élt.
A 18. század végén Vályi András így ír róla: „Szlovenka. Két tót falu Szepes Várm. földes Urok G. Csáky Uraság, lakosaik katolikusok, és ó hitüek, fekszenek Krompachhoz 1/2 mértföldnyire; földgyeik középszerűek, néhol hegyesek.”
A két településnek 1828-ban 244 háza volt 1764 lakossal. A 19. század végére a lelőhelyek kimerülése miatt visszaesett az ezüst és réz bányászata és 1885-től a vasércbányászat új korszaka kezdődött, amikor a kitermelt ércet a korompai és salgótarjáni vasüzemekbe szállították feldolgozásra.
Fényes Elek 1851-ben kiadott geográfiai szótárában így ír a faluról: „Felső-Szlovenka, orosz falu, Szepes vmegyében, közel Alsó-Szlovenkához: 185 r., 690 gör. kath. lak., kik többnyire bányászságból, szénégetésből, favágásból élősködnek. F. u. gr. Csáky.”
1910-ben 750, többségben ruszin lakosa volt, jelentős szlovák és német kisebbséggel. A trianoni diktátumig Szepes vármegye Gölnicbányai járásához tartozott.
Alsó- és Felsőszalánkot 1943-ban egyesítették.

## Lásd még
- Szalánk
- Alsószalánk